# A Show of Hands
A Show of Hands – album koncertowy kanadyjskiego zespołu rockowego Rush, wydany w roku 1989. W tym samym roku koncert został również wydany na kasecie VHS oraz na dysku optycznym. Wersja DVD pojawiła się w roku 2006, jako część większego wydawnictwa, a w 2007 – samodzielnie. Wersja zremasterowana albumu została wydana w roku 1997.

## Miejsca nagrań
Album A Show of Hands został nagrany w Birmingham (UK) oraz w Nowym Orleanie, Phoenix i San Diego (USA) podczas trasy koncertowej z 1988 roku – Hold Your Fire, jak również w New Jersey, podczas trasy z 1986 – Power Windows. W pierwszym utworze pojawia się dżingiel z programu komediowego Three Stooges, która to melodia często otwierała koncerty zespołu.

## Lista utworów
Wszystkie utwory zostały napisane przez Alexa Lifesona, Geddy'ego Lee oraz Neila Pearta, oprócz wskazanych wyjątków.
1. "Intro" – 0:53
2. "The Big Money" – 5:59
3. "Subdivisions" – 5:22
4. "Marathon" – 6:39
5. "Turn the Page" – 4:41
6. "Manhattan Project" – 5:18
7. "Mission" – 5:46
8. "Distant Early Warning" – 5:15
9. "Mystic Rhythms" – 5:32
10. "Witch Hunt (Pt. III of Fear)" – 4:00
11. "The Rhythm Method" (Peart) – 4:37
12. "Force Ten" (Lifeson, Lee, Peart, Pye Dubois) – 4:55
13. "Time Stand Still" – 5:13
14. "Red Sector A" – 5:18
15. "Closer to the Heart" (Lifeson, Lee, Peart, Peter Talbot) – 4:54

## Twórcy
- Geddy Lee – gitara basowa, syntezatory, śpiew
- Alex Lifeson – gitary elektryczne i akustyczne, syntezatory
- Neil Peart – perkusja, instrumenty perkusyjne

## Listy przebojów
Album – Billboard (Ameryka Północna)
| Rok  | Lista             | Pozycja |
| ---- | ----------------- | ------- |
| 1989 | The Billboard 200 | 21      |